# عملیات مروارید

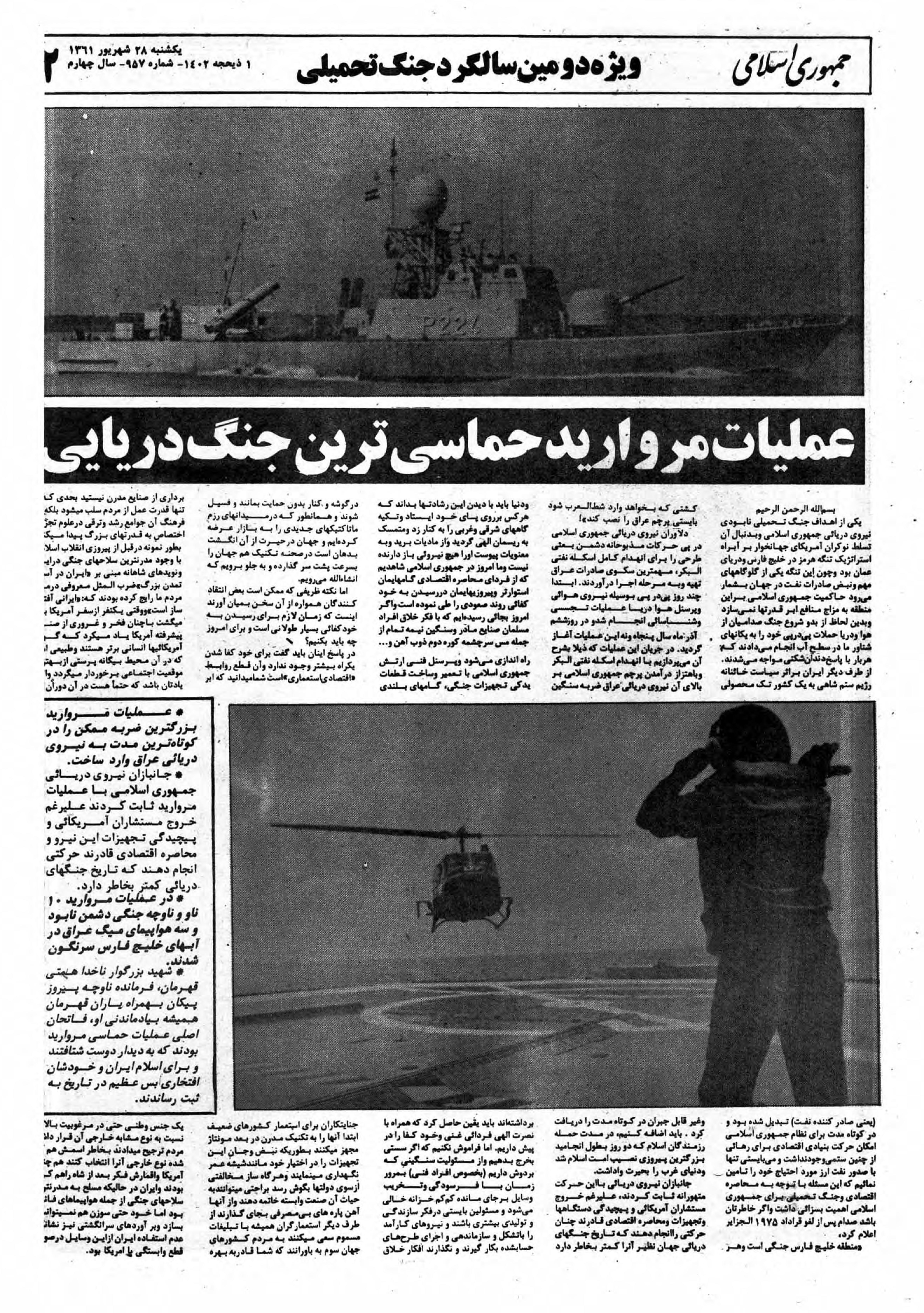
عملیات مروارید

عملیات مروارید یکی از عملیات‌های نیروی دریایی ارتش جمهوری اسلامی ایران در جنگ ایران و عراق است که در ۷ آذر سال ۱۳۵۹ با پشتیبانی نیروی هوایی ارتش جمهوری اسلامی ایران برای بمباران بندر ام‌قصر و دو سکوی نفتی مهم عراق؛ البکر و العَمیه در ساحل اروندرود انجام شد. این عملیات، تکمیل‌کننده دو عملیات پیشین بود که توسط «نیروی رزمی ۴۲۱» اجرا شده بود. آن دو عملیات به نام‌های «اشکان» و «شهید صفری» معروف شدند.
در جریان این عملیات نظامی، ۵ فروند قایق موشک‌انداز عراقی کلاس اوسا و ۷ فروند شناور دیگر عراقی غرق شده و ۶ فروند میگ-۲۳، یک فروند میگ-۲۱ و یک فروند بالگرد سوپر فرلون نیروی هوایی عراق سرنگون شدند. قایق موشک‌انداز پیکان در این عملیات توسط نیروی دریایی عراق منهدم گردیده و یک فانتوم ایرانی نیز سرنگون شده و یکی دیگر هم آسیب دید. نیروی دریایی عراق در این عملیات آسیب قابل توجهی دید و تا پایان جنگ قادر به ایفای نقش مؤثری نبود.
در آن زمان، بخش مهمی از بارگیری و تخلیه کالا برای عراق از طریق بندر ام قصر که در ساحل غربی اروندرود است، انجام می‌گرفت. و بخش مهمی از صدور نفت عراق هم از طریق دو سکوی عظیم نفتی به نام‌های «البکر» و «العَمیه» واقع در مصب اروندرود عملی می‌شد. در روز ۷ آذر ۱۳۵۹ در عملیات مروارید، این سکوهای نفتی منهدم شدند و عملاً صدور نفت عراق از طریق دریا قطع گردید.
بدین ترتیب، رفت و آمد کشتی‌های نفت‌کش و تجاری برای کشور عراق که از این طریق انجام می‌گرفت و برای عراق در زمان جنگ نقش اساسی و تعیین‌کننده داشت، ناممکن شد. از آن سو، ۹۰ درصد از صادرات و واردات ایران که از طریق دریا بود با پیروزی نیروی دریایی ایران و سیادت دریایی ایران در خلیج فارس، امکان‌پذیر بود. به نوشته اکبر هاشمی رفسنجانی، رئیس مجلس وقت، عراق برای صدور نفت خود مجبور شد به اردن و ترکیه متوسل شود و امکان صدور نفت از طریق خلیج فارس برایش ممکن نبود: عراقی‌ها برای صدور نفت به بندر جیهان ترکیه متکی بودند و مقداری هم توسط تانکرهای نفت کش از طریق «اردن» صادر می‌کردند … عراق نتوانست کشتی‌ها و سلاح‌های فراوان جنگی که از ایتالیا خریده بودند را به منطقه بیاورد.
همچنین در این عملیات فانتوم‌های ایرانی ۶ فروند میگ-۲۳ عراقی را سرنگون نموده و دست کم سیزده کشتی حامل موشک و اژدر را با استفاده از موشک ای‌جی‌ام-۶۵ ماوریک غرق نمودند. یک فروند فانتوم ایران در این عملیات از دست رفت که خلبانان آن ستوان‌یکم حسن مفتخری و ستوان‌دوم محمدکاظم روستا بودند.
سرگرد حسین خلعتبری، سرهنگ دوم عباس دوران، سرهنگ یاسینی و سرهنگ کیان ساجدی ،سرهنگ مهدی دادپی، سرهنگ محمد ابراهیم کاکاوند در عملیات مروارید نقش کلیدی داشتند. دریادار بهرام افضلی، چهارمین فرمانده نیروی دریایی به هنگام شروع جنگ، طراح این عملیات تاریخی بود. اندک مدتی پس از این واقعه بهرام افضلی به اتهام عضویت در حزب توده ایران دستگیر شد و به همراه ۹ نفر دیگر از افسران بلندپایه ارتش تیرباران گردید. سرفرماندهی عملیات در دریا با ناخدا محمدابراهیم همتی، فرمانده قایق موشک‌انداز پیکان بود و فرمانده میدانی عملیات نیروی دریایی بود، وی در جریان این عملیات کشته شد.

## شرح عملیات
در ابتدای عملیات، جنگنده‌های فانتوم و اف-۵ نیروی هوایی ایران، چند میدان هوایی در اطراف بصره را بمباران کردند. در این حملات، یک میگ-۲۱ عراقی بر روی زمین، منهدم شد.
گروه تکاوران دریایی ارتش به‌همراه شش شناور نظامی نیروی دریایی ایران، در ساعت چهار و نیم روز ۵ آذر ۱۳۵۹ عازم سکوی البکر و العمیه شدند. گروه آن‌ها هفت نفر بودند و توسط هلیکوپترهای کبرا، شینوک و بل ۲۱۴ از هوانیروز ارتش ایران، حمایت و پشتیبانی می‌شدند. پس از استقرار تفنگداران بر اسکله، تبادل آتشی گسترده صورت گرفت. تعدادی از عراقی‌ها فرار کردند و تعدادی نیز اسیر شدند.
بخش جنوبی اسکله به تصرف تکاوران دریایی درآمد و آن‌ها مشغول «پاکسازی» اسکله شدند. در هنگام عملیات چندبار ناوچه‌های عراقی از دهانه «خور عبدالله» و بندرهای فاو و ام قصر، بیرون آمدند که دو فروند قایق موشک‌انداز کلاس کمان با نام‌های پیکان و جوشن، به مقابله با آن‌ها پرداخته و تعدادی از آن‌ها را غرق کردند. در واقع، قایق‌های موشک‌انداز پیکان و جوشن پشتیبان تکاوران دریایی بودند تا نقشهٔ انهدام دو اسکله البکر و العمیه را اجرا کنند. روز ۶ آذر، کلیه تأسیسات موردنظر، به تصرف نیروهای ایرانی درآمد. اغلب نیروهای مستقر در اسکله، به‌صورت شبانه با شنا، قایق یا دیگر واحدهای شناور، اسکله را ترک کرده بودند. قرار بود عملیات طی چند روز ادامه داشته باشد، اما از قرارگاه عملیات، پیامی فوری رسید که گروه تکاوران خیلی زود آخرین مرحله عملیات را اجرا و سکو را ترک کنند. گروه باید اسکله‌ها را از غنائم و اسرا تخلیه و تأسیسات را بمب‌گذاری می‌کردند تا پس از ترک، منهدم کنند. در همین اثنا جنگنده‌های ایرانی یک ناوچه عراقی که به تأسیسات نزدیک می‌شد را به قعر دریا فرستادند. در نهایت اسکله کاملاً تخلیه و عملیات تخریبی آغاز شد. نیروی دریایی عراق، برای مقابله با شناورهای ایرانی، تعداد ۵ دستگاه، شناور تندرو تهاجمی از نوع کلاس اوسا و تعدادی شناور پی-۶، به منطقه فرستاد. در درگیری شناورهای دو طرف، دو دستگاه قایق اوسا توسط موشک هارپون شناورهای ایرانی، غرق شدند.
گروه عملیات، پس از ترک سکوها سوار ناوچه پیکان شدند اما حدود یک ربع بعد از ترک اسکله‌ها، ناوچه پیکان هدف دو موشک پی-۱۵ عراقی قرار گرفت و غرق شد. این موشک‌ها از ناوچه عراقی شلیک شد که دور از چشم نیروهای ایرانی در پشت اسکله البکر پنهان شده بود. با وجود آسیب شدید پیکان، پس از برخورد دو موشک پی-۱۵، فانتوم‌های مسلح به موشک ماوریک توانستند سه قایق اوسا و چهار شناور پی-۶ عراقی را منهدم کنند. ۴ فروند فانتوم دیگر نیز از پایگاه هوایی شیراز، عازم منطقه شده و به همراه اف-۵ها، بندر فاو و سایت‌های پدافند موشکی عراق را در منطقهٔ عملیات، منهدم کردند. در جریان این حملات، یکی از فانتوم‌ها مورد اصابت یک موشک سطح‌به‌هوای استرلا ۲ عراقی قرار گرفت اما توانست به پایگاه خود، بازگردد.
در این مرحله، چندین فروند اف-۱۴ و فانتوم ایرانی، به پشتیبانی از تیم تکاوران پرداخته و طی بمباران تأسیسات نفتی عراق در منطقه، یک بالگرد سوپر فرلون عراقی نیز منهدم شد. نیروی هوایی عراق، برای پوشش هوایی و دفاع از تأسیسات نفتی عراق، ۷ فروند میگ-۲۳، به منطقه اعزام کرد. ۳ فروند از آن‌ها در درگیری ابتدایی با فانتوم‌ها، منهدم و یک فانتوم ایرانی نیز منهدم شد. در ادامهٔ عملیات، دو فروند میگ-۲۳ دیگر نیز توسط موشک‌های سطح‌به‌هوا، سرنگون شدند. یک میگ-۲۳ دیگر توسط اف-۱۴ منهدم شد و تنها میگ-۲۳ باقی‌مانده، از منطقهٔ عملیات، گریخت.